# Paraactinoptera collessi
Paraactinoptera collessi är en tvåvingeart som beskrevs av Hardy och Drew 1996. Paraactinoptera collessi ingår i släktet Paraactinoptera och familjen borrflugor. Inga underarter finns listade i Catalogue of Life.